# 爆香

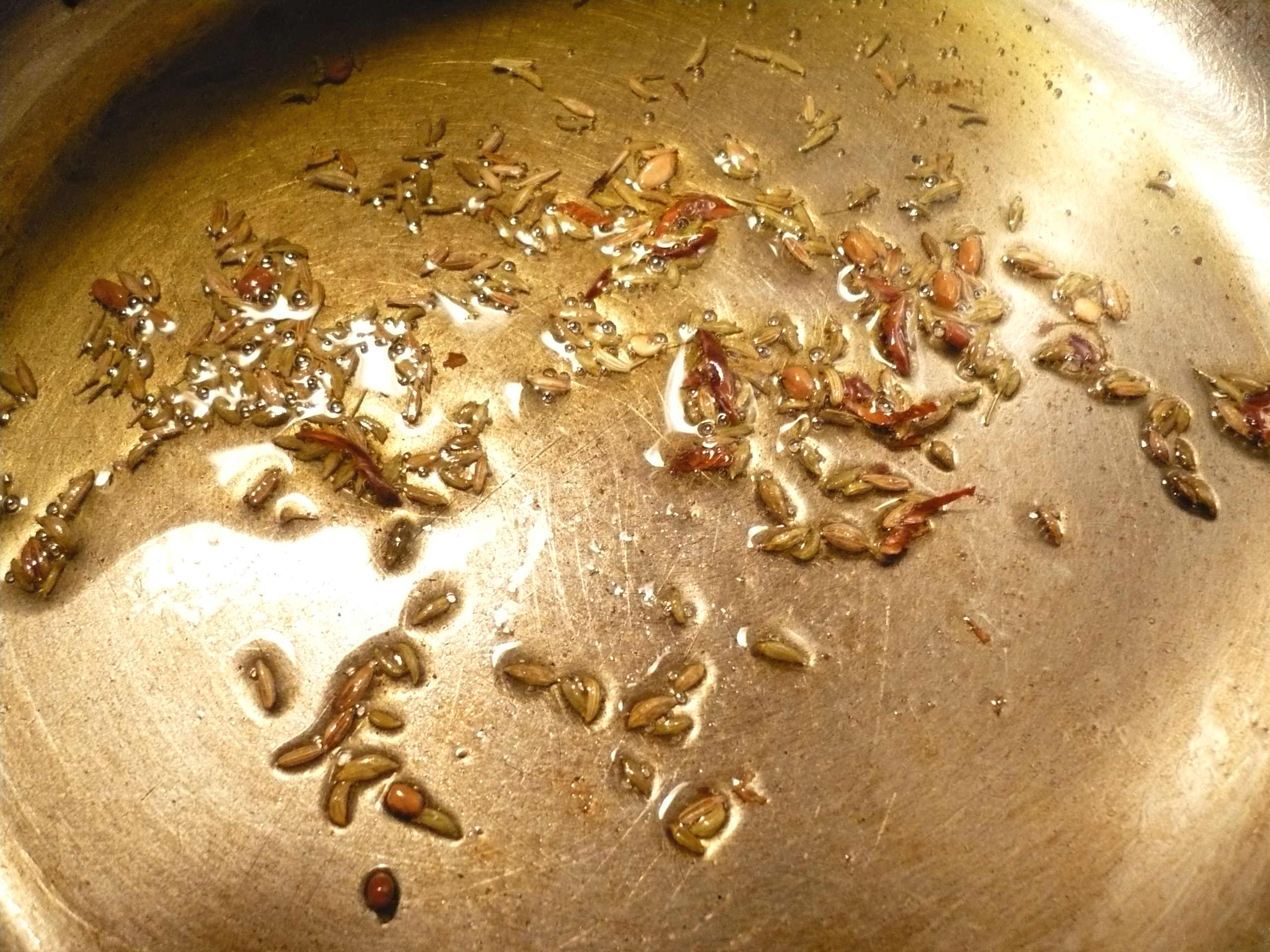
茴香、孜然、胡蘆巴、辣椒在橄欖油中爆香

爆香是一種烹飪技巧，將油加熱，然後加入香料或香草以取出其中的精油。此方法用於許多文化的飲食中。

## 原理
香料在高溫時會產生梅納反應等化學反應，形成新的香味分子，除此之外，許多香味分子是脂溶性的，所以用油爆香可以更容易提取出香味。

## 健康
高溫爆香若造成燒焦可能產生致癌物。

## 各文化

### 中國
通常用葱段、薑片、蒜頭、花椒、辣椒爆香，然後加入其他食材。也可以將葱油、花椒油、辣椒油等儲存起來使用。

### 印度次大陸
常用芥籽、芫荽籽、孜然、辣椒、丁香、洋葱等各種香料，依特定的順序加入，然後加入其他食材做成咖哩或類似的料理。爆香有時是料理的最後一步驟，將爆香的油淋到已經完成的料理上。

### 西式
常用的爆香材料為胡蘿蔔、芹菜、洋葱、韭葱、蒜和甜椒，通常油的溫度較低，且芳香植物的用量比中式或印度料理更多，可以作為醬料的基底，例如西班牙的索夫利特醬、法國的mirepoix、美國路易斯安那州的holy trinity。